# Ajak
Ajak è un personaggio dei fumetti, creato da Jack Kirby (testi e disegni), pubblicato dalla Marvel Comics. La sua prima apparizione avviene in The Eternals (vol. 1) n. 2 (agosto 1976), appartiene alla razza immortale degli Eterni ed è uno dei padri fondatori dell'universo Marvel.

## Biografia del personaggio
Ajak è nato migliaia di anni fa nella città di Polaria, costruita dagli Eterni, nelle catena montuosa degli Urali, in Russia. Ajak è un Eterno, razza immortale di esseri dotati di poteri straordinari creati dai Celestiali; figlio di Raka e Amaa, ha un fratello, Arex. Ajak è stato conosciuto fin dall'antichità sotto diversi nomi come quello di Ajak il Grande (mentre suo fratello è stato soprannominato Ajak il Piccolo) dagli antichi greci, come Quetzoalcoatl dagli Aztechi e Tecumotzin dagli Incas. La sua prima impresa però risale a una battaglia contro i Devianti svoltasi a Babilonia 2500 anni fa. Incontrò addirittura Thor e si alleò con lui per affrontare Dromédan.
Assieme a pochi altri Eterni Ajak è in grado di comunicare con i Celestiali, che ritornarono diverse volte sulla terra dopo la loro prima visita. Fu così in grado di evitare che gli antichi dei greci, asgardiani e indiani fossero banditi dal piano dell'esistenza, dato che le diverse divinità volevano attaccare i Celestiali. Successivamente, dopo la partenza dei Celestiali, Ajak si pose in animazione sospesa nella Camera degli Dei, in attesa del ritorno dei creatori.
Fu risvegliato da Ikaris quando i Celestiali tornarono per la quarta volta e organizzò il loro arrivo. Poco dopo la sua passione per l'archeologia lo fece incontrare con il Dottor Daniel Damian, che aveva accompagnato Ikaris fino alla Camera degli Dei, che nel frattempo fu isolata dal mondo dagli stessi Celestiali, dove l'archeologo ebbe l'occasione di approfondire le sue conoscenze su questi dei spaziali.
Nel frattempo Ajak fu costretto anche a lottare contro il suo antico alleato Thor che era andato alla Camera degli Dei per indagare sui Celestiali e sull'ipotetico pericolo che rappresentavano per l'umanità, e successivamente assieme ai suoi compagni Eterni affrontò il pantheon di dei greci che li vedevano come delle pedine dei Celestiali e li volevano eliminare. Il malinteso era nato per colpa di Odino che assieme agli altri Eterni attaccò i Celestiali, che li sconfissero e abbandonarono la Terra anche grazie all'intervento di Gaea.
Ajak trascorse un periodo tranquillo e si dedicò ai suoi studi, ma partecipò anche alla “Contesa dei Campioni” organizzata dal Gran Maestro. Ma quando i suoi compagni Eterni abbandonarono la Terra per esplorare lo spazio Ajak decise di rimanere a guardia della Città degli Dei in compagnia dell'amico Damian. Questi, reso folle dal dolore per la morte della figlia Margo a causa di un attacco dei Devianti, utilizzò la tecnologia degli Eterni per trasformare Ajak in un mostro e lo incaricò di uccidere i figli dei suoi compagni Thena e Kro. Fortunatamente Ajak fu riportato alle sue sembianze originali, ma non prima di aver ucciso diversi bambini. Incapace di perdonarsi per quello che aveva fatto, decise di autodistruggersi. Ma Ajak, assieme a Zuras, fu riportato in vita da Sprite che aveva avuto l'idea di rendere mortali tutti gli eterni. Grazie all'aiuto di Tiamut il celestiale dormiente Sprite riuscì a togliere tutti i ricordi e a sparpagliare ai quattro venti tutti gli Eterni.

## Poteri e abilità
Ajak possiede una svariata gamma di poteri, come tutti gli altri Eterni. È in grado di manipolare l'energia cosmica e manipola la struttura degli oggetti a livello molecolare, ha un controllo totale sulla sua forma fisica, è virtualmente immortale e può infatti guarire facilmente dalla maggior parte delle ferite infertegli. Ha inoltre una forza fisica sovrumana, è in grado di volare e manipolare la gravità. Può produrre calore e luce che libera attraverso dei raggi ottici. Ajak può unirsi agli altri Eterni per formare l'Unimente e possiede l'abilità di comunicare con i Celestiali. È inoltre un buon combattente corpo a corpo e possiede delle buone conoscenze archeologiche. Ajak solitamente indossa un'armatura composta da una lega metallica sconosciuta fabbricata a Polaria.

## Altri media

### Cinema

#### Marvel Cinematic Universe
La versione femminile di Ajak appare per la prima volta nel film del Marvel Cinematic Universe Eternals (2021), interpretata da Salma Hayek. È la leader più saggia, benevola, spirituale e onorevole degli Eterni. Usa le sue abilità per curare gli Eterni e gli esseri umani ed è in grado di comunicare con i Celestiali. È l'unica del gruppo ad essere a conoscenza del vero scopo degli Eterni sulla Terra; successivamente cambia idea e decide di proteggere il pianeta dall'Emersione, ma viene tradita e uccisa da Ikaris. Il suo ruolo di leader passa successivamente a Sersi.
Hayek era inizialmente titubante quando le è stato offerto il ruolo, presumendo che non avrebbe avuto altro che un ruolo come personaggio secondario di "nonna". La controparte dei fumetti di Ajak è di sesso maschile e Hayek ha affermato che il passaggio verso un personaggio femminile le ha permesso di appoggiarsi alla femminilità del personaggio come "figura materna" per il resto degli Eterni.

### Videogiochi
Ajak compare in Marvel Duel.